# Tasiocera tenuicornis
Tasiocera tenuicornis là một loài ruồi trong họ Limoniidae. Chúng phân bố ở miền Australasia.